# Nikita Timoshin
Nikita Borisovich Timoshin (tiếng Nga: Никита Борисович Тимошин; sinh ngày 22 tháng 4 năm 1988 ở Makhachkala) là một cầu thủ bóng đá người Nga. Anh thi đấu cho F.K. Baltika Kaliningrad.